# Le Cœur ébloui
Pour plus de détails, voir Fiche technique et Distribution.
Le Cœur ébloui est un film français réalisé par Jean Vallée, sorti en 1938.

## Fiche technique
- Titre : Le Cœur ébloui
- Autre titre : Pension d'étudiants
- Réalisation : Jean Vallée, assisté de Georges Jaffé
- Scénario : Jacques Chabannes, d'après la pièce de Lucien Descaves
- Dialogues : Lucien Descaves
- Photographie : Raymond Agnel
- Décors : Jean Douarinou
- Son : Jacques Hawadier
- Montage : Madeleine Gug
- Musique : Jane Bos
- Production : Les Productions Claude Dolbert
- Pays de production :  France
- Format :  Noir et blanc - 1,37:1 - 35 mm - son mono
- Genre : Drame
- Durée : 88 minutes
- Date de sortie : 
  - France : 1er juin 1938

## Distribution
- Huguette Duflos : Madeleine
- Max Dearly : Géodésias
- Catherine Fonteney : Mlle Cléringer
- Fernand Charpin : M. Arnal
- Hélène Pépée : Câline
- Pauline Carton : Mme Morin
- Mady Berry : Aurélie
- Henri Rollan : Dr Valory
- José Noguero : René Arnal
- Roger Legris : Abel Morin
- Nina Sinclair
- Raymond Cordy
- André Talmès : Muller